# Beltrania rhombica
Beltrania rhombica är en svampart som beskrevs av Penz. 1882. Beltrania rhombica ingår i släktet Beltrania, divisionen sporsäcksvampar och riket svampar.   Inga underarter finns listade i Catalogue of Life.